# Cyro Persiano de Almeida Vellozo
Cyro Persiano de Almeida Vellozo (Caravelas, 5 de fevereiro de 1843 — Curitiba, 10 de março de 1908), foi um político brasileiro.
Nascido em Caravelas, no extremo sul da Bahia, mudou-se para o Rio de Janeiro, onde foi abastado comerciante. No Rio, casou-se, em 14 de agosto de 1868, com Zulmira Marianna Dias de Castro, que faleceu em 17 de setembro de 1879. O casal teve dois filhos: Dario Persiano de Castro Vellozo e Tito Lívio Persiano de Castro Vellozo.
Depois de viúvo, mudou-se, em agosto de 1885, com os dois filhos, para Curitiba, onde se casou novamente, em 1886, com Maria Izabel da Cunha.
Em Curitiba, Cyro Persiano de Almeida Vellozo foi o segundo prefeito eleito da cidade, para o período de 1895-1896, tendo ganhado a eleição com 672 votos. No início do seu mandato, Curitiba enfrentou longa estiagem e o prefeito mandou abrir poços de água para suprir as necessidades da população, mas pouco tempo depois a cidade foi castigada por inundações que arrancaram pontes e provocaram estragos nas ruas e bairros. Durante sua gestão, arrumou o passeio público, determinou o esgotamento da água do logradouro e transferiu animais e aves para o parque, para atrair o público. Em março de 1896, um ano após ter sido eleito, renunciou ao cargo desgostoso com os vereadores.
Faleceu em Curitiba em 10 de março de 1908, aos 65 anos de idade.